# رايموند سميث دوغان
رايموند سميث دوغان (بالإنجليزية: Raymond Smith Dugan)‏ هو أستاذ جامعي وعالم فلك أمريكي، ولد في 30 مايو 1878 في مقاطعة فرانكلين في الولايات المتحدة، وتوفي في 31 أغسطس 1940.